# Bert Olson-Mesch
Albert (Bert) Nicolaus Olson-Mesch, född 20 november 1870 i Sundsvalls församling i Sundsvall, Västernorrlands län, död 26 juli 1945 i Gustav Vasa församling, Stockholm, var en svensk tecknare, grafiker och dekorationsmålare.
Han var son till snickaren Niklas Olson och Josefina Albertina Mesch och från 1909 gift med sömmerskan Emma Helena Gissberg. Efter avslutad skolgång vid Sundsvalls högre läroverk flyttade han till Stockholm för att utbilda sig till dekorationsmålare. Han arbetade som yrkes- och dekorationsmålare för Jöns Truedsson Thulin 1905-1916 men tvingades att lämna målarbanan på grund av sjukdom. För att kunna försörja sig blev han konstförmedlare bland annat sålde han Axel Fridells grafik 1917-1934. Hans egna konstnärliga anlag visade sig redan vid läroverket i Sundsvall där han tilldelades högsta premie i teckning. I Stockholm deltog han i Axel Tallbergs etsningskurs omkring 1908 men för övrigt var han autodidakt som konstnär. Hans kvantitativt sparsamma produktion kommer väsentligen från två tidsperioder 1907-1915 och 1939-1945. De tidiga verken omfattar interiörer, porträtt, landskap och några enstaka aktstudier utförda i tusch, svartkrita eller etsningar medan de senare verken består av medpensionärer på Rosenlunds ålderdomshem. Han medverkade i den Baltiska utställningen i Malmö 1914 och i samlingsutställningar med Sveriges allmänna konstförening. Den första och enda separatutställningen visades på Galerie Moderne i Stockholm årsskiftet 1940/1941. En minnesutställning med hans konst visades på Färg och Form 1946 och Nationalmuseum visade en utställning med hans konst 1955. Sundsvalls museum arrangerade 1970 en minnesutställning till 100-årsdagen av Bert Olson-Meschs födelse. Han finns representerad vid  Moderna museet och Nationalmuseum. Han signerade först sina arbeten med Alb. Olson, därefter Alb. Olson-Mesch, för att slutligen använda Bert-Mesch eller B.M.